# Carlos Hoegen
Carlos Hoegen (Ituporanga, 2 de agosto de 1967) é um advogado e político brasileiro.
Filho de Jacinto Hoegen e de Natalia Hoegen. Casou com Ivonete Luiz Hoegen.
Foi por suas vezes prefeito de Ituporanga, de 2001 a 2004 e de 2005 a 2006,  renunciando ao último mandato para concorrer a cargo no Legislativo Estadual. Nas eleições de 2006 foi eleito pelo Partido da Frente Liberal (PFL) deputado estadual para a Assembleia Legislativa de Santa Catarina. Obtendo 18.968 votos, ficou na posição de suplente e foi convocado para a 16ª Legislatura (2007-2011), em razão do afastamento do deputado Cesar Souza Júnior, exercendo o cargo de junho a outubro de 2008.